# Лукьяново (Жарковский район)
Лукьяново — деревня в Жарковском районе Тверской области. Входит в состав Жарковского сельского поселения (центр — деревня Зеленьково).

## История
На топографической карте Фёдора Шуберта 1867 — 1901 годов обозначена деревня Лукьянова. Имела 13 дворов. 
На карте РККА 1923—1941 годов обозначена деревня Лукьяново. Имела 50 дворов. 
До 2005 года деревня входила в состав упразднённого в настоящее время Жарковского сельского округа.

## География
Деревня расположена в 33 километрах к северу от районного центра, посёлка городского типа Жарковский. Ближайшие населённые пункты — деревни Афонино и Данилино.
Часовой пояс
Деревня Лукьяново, как и вся Тверская область находится в часовой зоне МСК (московское время). Смещение применяемого времени относительно UTC составляет +3:00.

## Население
| 2010 |
| ---- |
| 17   |

В 2002 году население деревни Лукьяново составляло 24 человека.
Национальный состав
Согласно результатам переписи 2002 года, в национальной структуре населения русские составляли 100 % от жителей.